# Crime Does Not Pay (programma radiofonico)
Crime Does Not Pay è una seria radiofonica poliziesca basata sulla seria di cortometraggi della Metro Goldwyn Mayer che ha avuto inizio nel 1935 con Crime Does Not Pay: Buried Loot.
Gli spettacoli radiofonici venivano trasmessi dalla stazione della MGM di New York, la WMGM.
Scritto da Ira Marion e diretto da Marx B. Loeb, il programma radiofonico andò in onda dal 10 ottobre 1949 al 10 ottobre 1951 per poi passare alla Mutual Broadcasting System dove si è concluso il 22 gennaio 1952.
Di tanto in tanto le stelle della MGM facevano una comparsata come Bela Lugosi, Everett Sloane, Ed Begley, John Loder e Lionel Stander.
Compositore e direttore d'orchestra fu John Gart.